# Banc de Zealandia
Pour les articles homonymes, voir Banc et Zealandia (homonymie).
Ne pas confondre avec Zealandia, un continent submergé.

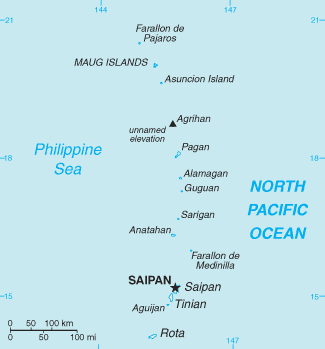
Localisation

Le banc de Zealandia, aussi appelé Farallon de Torres ou Piedras de Torres en espagnol et Papaungan en chamorro, est composé de deux pinacles rocheux situés à 1,5 km des îles Mariannes du Nord dans l'océan Pacifique.

## Description
Un seul est émergé mais ne dépasse qu'un mètre à marée-basse, l'autre est sous-marin. Ils sont situés à 20 km au nord-nord-est de Sarigan, entre Sarigan et Guguan mais en raison de leur petite taille, ils ne figurent que rarement sur les cartes. 
En 2004, un sondage réalisé par la NOAA a révélé des fumerolles actives, ce qui laisse supposer une activité volcanique.